# Actinote chea
Actinote chea är en fjärilsart som beskrevs av Druce 1903. Actinote chea ingår i släktet Actinote och familjen praktfjärilar. Inga underarter finns listade i Catalogue of Life.